# У времену раста
„У времену раста” је југословенски ТВ филм из 1975. године. Режирао га је Јоаким Марушић а сценарио је написала Мирјана Буљан.

## Улоге
| Глумац           | Улога |
| ---------------- | ----- |
| Борис Бузанчић   |       |
| Ана Карић        |       |
| Стево Крњајић    |       |
| Неда Спасојевић  |       |
| Јасна Улага      |       |
| Џевад Алибеговић |       |
| Јован Стефановић |       |